# Galeomma
Galeomma là một chi thực vật có hoa trong họ Cúc (Asteraceae).

## Loài
Chi Galeomma gồm các loài: